# Felipe Rubio Piqueras
Felipe Rubio Piqueras (Valera de Arriba, Conca, 13 de setembre de 1881 - Toledo, 26 de juliol de 1936) fou un compositor, organista, un mestre de capella i un musicògraf.
El 1913 va ser nomenat mestre de capella i organista de la catedral de Badajoz, i el 1918 va ser nomenat organista de la catedral de Toledo, prenent possessió del benefici el 26 de gener.
Com a compositor, forma part d'un gran grup d'eclesiàstics que entre 1910 i 1936 van produir un alt nombre d'obres, generalment de correcta construcció. Totes eren senzilles, per poques veus amb acompanyament d'orgue, amb la finalitat que puguin ser cantades per cors de parròquies, convents, etc., compostos per persones que: o no sabien música en absolut o tenien pocs coneixements d'ella.
Més important és la seva tasca com a musicògraf. Entre els seus escrits destaquen les dues monografies:
- Música y músicos toledanos
- Códices polifónicos toledanos

Tot i que aquestes obres no són massa extenses i tenen, al començament i al final, uns comentaris genèrics i fins repetitius, el contingut del que pròpiament constitueix l'estudi és de primera qualitat, ja que a la primera transcriu amb tota fidelitat les dates i les dades essencials de les biografies de tots els músics que van ocupar cadascuna de les racions de músics de la catedral primada, i en la segona, també amb gran precisió, el contingut dels 34 còdexs polifònics de la mateixa catedral, la major part dels quals van ser copiats per iniciativa del MC del segle xvi Andrés de Torrentes i sota la seva direcció, com ha demostrat Michael Noone. Aquests còdexs constitueixen una de les fonts bàsiques per al coneixement, no només de la polifonia espanyola del segle xvi sinó també de molts compositors flamencs i d'altres nacions, dels segles XV i XVI. Entre els seus articles hi ha també alguns de gran importància.
És imprescindible esmentar en primer lloc el catàleg de l'arxiu de música de la catedral de Toledo, que encara que té defectes, a part de la coneguda introducció i l'epíleg, permet conèixer amb suficient aproximació quina música es conserva en aquesta catedral.

## Obra
Pel que fa a les obres de la seva composició, a la revista Tesoro Sacro Musical (1938) es va publicar una llista completa de les seves obres musicals confeccionada pel pare Jerónimo Bonilla. En ella no es diu on es troben còpies d'aquestes composicions, si són manuscrites o si van ser publicades i tampoc se sap si existeixen o no. Entre elles es citen:
- 3 misses
- 2 Benedictus
- 2 "Credos gregorianos transcritos de un códice antiguo"
- Un salm
- Unes completes
- 4 composicions de difunts
- 10 composicions de Setmana Santa (un responsori, 3 lamentacions, un himne, 4 cants per Quaresma i un oratori a les cinc nafres de Jesucrist)
- 24 composicions al Santíssim Sagrament
- 24 composicions a la Santíssima Mare de Déu
- 21 composicions als Sants
- 21 composicions per a orgue
- 24 cançons i himnes profans
- 48 composicions instrumentals

Totes les obres vocals són a poques veus, quatre com a molt, i gairebé totes amb acompanyament d'orgue; hi ha alguna excepció, en què inclou orquestra, en particular a l'oratori. Se citen a continuació les composicions publicades a Tesoro Sacro Musical:
- Eres más pura que el sol (1917)
- Ya que el sol sus ardores retira (1917)
- Viva el Apóstol Santiago (1919)
- Cuatro cánticos para Cuaresma (1920)
- O beatum Apostolum (1920)
- Pange lingua (1920)
- Como luz universal (1928)
- Con tu seráfico celo (1928)
- Jaculatorias a Jesús, María y José (1928)
- Sacra familia bendita (1928)
- Justo juez de las almas (1931)
- Salve Regina (1932)

### Escrits musicals
- Música y músicos toledanos, Toledo (1923)
- Códices polifónicos toledanos, Toledo (1925)
- El archivo musical de la catedral de Toledo, TSM (1927)
- Géneros de villancicos. Villancicos del siglo XVIII, TSM (1929)
- La riqueza de España en música polifónica, TSM (1929-30)
- Última visita arqueológica del P. Iruarrízaga a Toledo, TSM (1929)
- La escuela polifónica flamenca en Castilla y Andalucía, TSM (1930)
- Los códices polifónicos en los archivos eclesiásticos, ESAM (1930)
- Cuatro libros de polifonía en el archivo de Guadalupe, ESAM (1931)
- Espigando en el campo de la historia, TSM (1931)
- La Virgen María en el arte musical, TSM (1931)
- Los antiguos colegios de infantes de coro. El de San José de la catedral de Cuenca, TSM (1931)
- Organografía toledana, ESAM (1931)
- Técnica transcritoria de la gráfica tradicional, ESAM (1931)
- Un manuscrito de polifonía del siglo XVIII, ESAM (1932)
- Santiago Pradas, compositor y organista de la catedral de Cuenca, TSM (1932)
- Riqueza musical desconocida. El archivo de la catedral de Cuenca, ESAM (1932)
- Un códice musical del siglo XIII, ESAM (1932)
- El archivo musical del monasterio de Guadalupe, ESAM (1933-34)
- Organistas de la catedral de Toledo en el siglo XIX, TSM (1933-34)
- Riqueza española en canto gregoriano, ESAM (1935)
- Un recuerdo de los P. del Corazón de María, de la provincia argentina-uruguaya, TSM (1935)
- El órgano de las Comendadoras de Santiago, TSM (1936)
- Villancicos al Santísimo Sacramento, TSM (1936)